# Acaco
En la mitología griega, Acaco es el nombre de un príncipe arcadio, hijo de Licaón y famoso, como el resto de sus hermanos, por su impiedad.
Fue el fundador de las ciudades de Licosura y Acacesio (Arcadia), de donde era rey. Según se cuenta en la Descripción de Grecia de Pausanias, Acaco educó en Arcadia al dios Hermes cuando este era todavía un niño.
Cuando Zeus visitó a los hijos de Licaón, éstos le sirvieron la carne de un niño, quizá uno de sus propios hermanos, mezclada con las vísceras de animales. Pero el dios reconoció el sacrílego manjar y convirtió a los príncipes en lobos, o bien los fulminó con su rayo.